# Mikulin AM-37
O Mikulin AM-37 foi um motor aeronáutico a pistão soviético projetado antes da entrada da União Soviética na Segunda Guerra Mundial. Foi construído para ser uma versão melhorada do motor V12 Mikulin AM-35, mas produzido em poucas quantidades devido sua falta de confiabilidade.

## Desenvolvimento
O projeto em uma melhoria do AM-35 com um supercompressor e um intercooler posicionado atrás do supercompressor foi iniciado por iniciativa da fábrica em Dezembro de 1939. Dez protótipos foram concluídos em 1940 e os testes se iniciaram em 5 de Janeiro de 1941. Passou pela aceitação do estado em Abril e foi aprovado para produção. Foi testado em várias aeronaves, mas provou ser pouco confiável e tinha a tendência de superaquecer. A Fábrica nº 24 em Moscou construiu apenas 29 AM-37, como o novo motor fora designado, em 1941 antes da ofensiva alemã ter forçado a fábrica evacuar em Outubro. Mikulin foi incapaz de resolver os problemas com o AM-37 a tempo e a produção não foi retomada.

## Variantes
AM-37A
Versão planejada para ser testada em Fevereiro de 1940, mas não há informações se foi testado ou sequer finalizado. 1 600 hp (1 190 kW) e um peso de 850 kg (1 870 lb).
AM-37TK
TK para toorbokompressor. Versão planejada com um turbocompressor, sem mais informações conhecidas.
AM-37P
P para Pushechnyy ou canhão. Um projeto de 1940 para um modelo com um canhão automático montado entre os cilindros, atirando através de um eixo da caixa de redução oco. Desconhece-se mais informações.
Am-37u/v ou AM-37UV
UV para udlinyonniy val ou eixo alongado. Um motor com um eixo alongado para uso no caça Gudkov G-1 que carregava o motor atrás do piloto. Foi solicitado o desenvolvimento em 1940 e o projeto iniciou-se em 1941, não sendo concluído.

## Applicações
- Mikoyan-Gurevich MiG-1
- Mikoyan-Gurevich MiG-3
- Mikoyan-Gurevich DIS
- Polikarpov TIS
- Tupolev Tu-2
- Yermolaev Yer-2